# Benedito Antônio da Silva
Benedito Antônio da Silva (Santo Amaro, 1822 – São Paulo, 1902) foi um financista, banqueiro, major comandante da guarda nacional de Santo Amaro e coronel brasileiro. Possuía uma das maiores fortunas do fim do Brasil Imperial. Esteve entre os fundadores das seguintes companhias Brasileiras: Banco da Lavoura, Companhia Docas de Santos, Companhia de Águas e Esgotos da Cantareira (SABESP), Companhia de Águas São Lourenço, a ferrovia da Companhia Rio-Clarense, entre outras. Foi proprietário da histórica Chácara do Capão em São Paulo, terras em que hoje se encontra a Avenida Paulista e a Avenida Brigadeiro Luís Antônio. Sua casa no Páteo do Colégio, foi tombada pelo Condephaat. A casa se chama Casa Número Um e fica localizada ao lado do Solar da Marquesa de Santos.

## Família
Era de tradicional família paulistana, era sobrinho-neto e genro do sargento-mor comandante José da Silva de Carvalho, que foi confirmado por carta real como comandante da Vila de Santo Amaro, homem abastado, grande proprietário de terras e escravos.
Tinha entre seus parentes importantes figuras da sociedade Imperial, como seu meio irmão José Manuel da Silva, o barão do Tietê, e seu sobrinho, o senador Rodrigo Augusto da Silva. Sua filha foi feita com seu marido baronesa de Bernardo Pinto pelo Rei de Portugal. Seu filho, Dr. Manoel Claudino da Silva, foi pioneiro industrial e medico formado pela tradicional Universidade da Pensilvânia nos Estados Unidos. Dr. Manoel constrói em Taubaté diversos empreendimentos pioneiros. Começou a construção de uma fabrica de cristais e vidros em 1902, chamada na época de Companhia de Vidros e Cristaes Jacques Felix. Em Taubaté instalou também uma fazenda modelo de reprodução de gado de raça e uma granja.

## Negócios

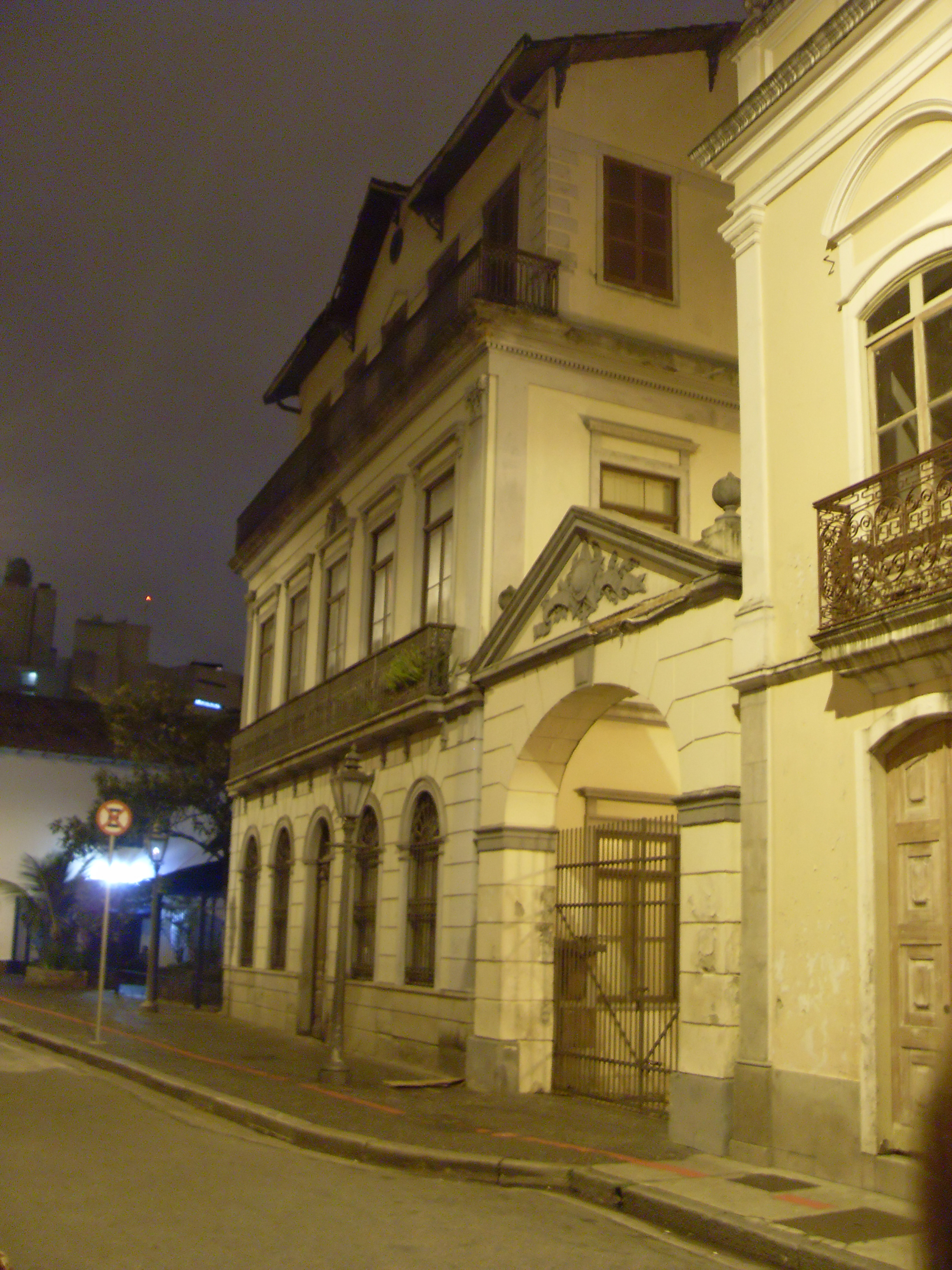
Casa do Major Benedito Antonio da Silva no centro de São Paulo

Seus empreendimentos representaram uma importante participação no desenvolvimento do estado de São Paulo, envolvendo inovação no setor financeiro, implementação do saneamento na capital, evolução do transporte ferroviário fundamental para a economia cafeeira e ampliação do porto de Santos.
Em 1886, juntamente com Francisco de Paula Rebello Silva e Domingos Sertório, funda o Banco da Lavoura para financiar a lavoura durante o período de transição do trabalho escravo ao trabalho livre. Foi inovador, criando uma linha de crédito para os agricultores. Ele oferecia empréstimos recebendo como garantia futuras colheitas, animais e máquinas. Foi inovador pois nesta época, as linhas de crédito costumavam receber como garantias prata, ouro, pedras preciosas .
Até o século XIX, os chafarizes e as fontes, além dos rios, significavam o abastecimento de água na cidade de São Paulo e os esgotos eram transportados por escravos em cubas para serem vazados sem tratamento nos córregos. 
Em outubro de 1875, juntamente com o coronel Antônio Proost Rodovalho e o engenheiro Daniel Makinson Fox, Benedito Antônio Silva celebrou um contrato com o governo provincial para suprir o abastecimento de água na cidade de São Paulo, através da captação da águas da Serra da Cantareira e um sistema distribuidor nas ruas e casas da cidade. O prazo de concessão foi estipulado em 70 anos. É o início da Companhia Cantareira e Exgottos. Em 1878, na presença do imperador Dom Pedro II, Dr João Batista Pereira e de outras figuras importantes da época, foi lançada a pedra fundamental das obras da primeira caixa de abastecimento de água para a cidade na chácara de Benedito no alto da Consolação (atual reservatório da Consolação) .
Em 1880, em plena época cafeeira onde encontrar uma forma de transportar o café do interior para outras cidades era essencial, Benedito recebeu a concessão para organizar a Companhia Rio Claro de Estradas de Ferro juntamente com os irmãos Adolpho Pinto e Luis Augusto Pinto. Estes dois últimos venderiam posteriormente sua parte para o Barão de Pinhal, Antônio Carlos de Arruda Botelho. Esta ferrovia apesar de pouco mencionada na historiografia brasileira, teve um papel importantíssimo para a economia cafeeira e para o desenvolvimento do sistema ferroviário paulista .
Em 1888, Benedito juntamente com José Pinto de Oliveira, Cândido Gaffrée, Eduardo Palacin Guinle, João Gomes Ribeiro de Aguilar, Alfredo Camilo Valdetaro e Barros e Braga & Cia, ganham a concorrência para explorar o porto de Santos por 90 anos. Assim em 1889 é criada a Empresa das Obras de Melhoramento do Porto de Santos e em 1890 é assinado o termo de concessão com a criação da Companhia Docas de Santos . 

## Filantropia
Foi Ministro e Vice-Ministro da Venerável Ordem Terceira da Penitência de São Francisco; irmão mesário da Irmandade da Santa Casa de Misericórdia de São Paulo, onde exerceu a mordomia do Hospital por vários anos. Em 1880 sob sua direção foi criado o Externato São José, parte da Santa Casa. Foi ainda conselheiro da Irmandade do Senhor dos Passos no Convento do Carmo de São Paulo; foi juntamente com o barão do Tietê, irmão mesário da Irmandade do Santíssimo Sacramento de Santo Amaro.